# Sanclerlândia
Sanclerlândia é um município brasileiro no interior do estado de Goiás na região Centro-Oeste do país. Pertence à Região Geográfica Intermediária de São Luís de Montes Belos - Iporá e à Região Geográfica Imediata de São Luís de Montes Belos, localiza-se a oeste da capital do estado, estando cerca de 136 km de distância. Ocupa uma área de aproximadamente 509 km², sendo que 3,2 km² estão em perímetro urbano, e sua população de acordo com o censo do IBGE de 2022 é de 7 918 habitantes, sendo então o 116º município mais populoso do estado.
O começo do povoado se deu na metade do século XX, associado à migração de famílias mineiras, em especial à instalação comercial de Saint'Clair Rodrigues de Mendonça. O crescimento populacional, impulsionado pela posição geográfica estratégica, cruzamento rodoviário entre municípios, se deu pela consolidação comercial principalmente a partir da Marcha para o Oeste. A fundação de Sanclerlândia concretizou-se em 1963 após uma série de conflitos políticos com lideranças de Mossâmedes, cidade a qual pertencia anteriormente, e, com sua separação, a atividade econômica contribuiu para sua urbanização.
A tradição do jeep cross, um dos destaques culturais da cidade, consiste numa competição esportiva anual de velocidade, que atrai também diversos shows musicais. A instalação do campus da Universidade Estadual de Goiás caracteriza Sanclerlândia como a menor cidade do Brasil a possuir uma instituição de ensino superior.

## História
A história de Sanclerlândia remonta à instalação da casa comercial de Saint'Clair Rodrigues de Mendonça, na década de 1930, numa região próxima à cidade de Goiás. O local, nomeado inicialmente de Alto e, em seguida, de Cruzeiro, foi ocupado por comerciantes advindos do oeste de Minas Gerais e do Triângulo Mineiro, que se fixaram às margens de uma estrada que conectava os municípios de Mossâmedes e Córrego do Ouro, e formaram o povoado do Barreirinho. Impulsionado pela construção de Goiânia, a região centro-sul do estado passou a receber inúmeros migrantes, os quais fundaram pequenos aldeamentos que se tornariam núcleos urbanos. No caso de Sanclerlândia, seu surgimento recua à transferência da família Rodrigues, de Capelinha do Chumbo, Patos de Minas, para o atual território da cidade, fundando uma habitação com função comercial como local de passagem e ponto de parada de caminhoneiros e viajantes.
Gradativamente, o povoado começou a ser habitado por outros indivíduos, em especial pela integração da região à Marcha para o Oeste, promovida pelo Estado Novo, e à localização estratégica de transição entre outros municípios. Com isso, o aldeamento logo presenciou a construção de uma escola, com apoio do governo federal, pela necessidade exigida por lideranças locais de uma instituição de ensino na região. A influência religiosa também se manifestou nos primeiros anos, com a realização de rituais católicos, com a inauguração de uma capela, a Igreja de São Sebastião, e um cemitério. A onda migratória mineira, acompanhada pela consolidação da esfera educacional, comercial e religiosa, portanto, foi fundamental para o crescimento do então povoado do Barreirinho e de aglomerados circundantes.
Na década de 1950, agora denominado povoado do Cruzeiro, a região foi marcada por uma série de conflitos políticos em torno da administração dos distritos próximos, o que provocou o fechamento da escola e o declínio populacional. Para evitar esse acirramento, este local conquistou, em 1953, autonomia política da cidade de Goiás e distribuiu-se nos municípios Mossâmedes, Córrego do Ouro e São Luís de Montes Belos. O povoado, dessa maneira, passou a integrar o território de Mossâmedes e voltou à situação anterior, com a reinauguração da instituição de ensino e de novas fontes de crescimento econômico, como a indústria de laticínio Flor Goiana. No entanto, surgiram divergências entre os habitantes do Cruzeiro e os grupos gestores da cidade e, paulatinamente, sua separação se concretizou: em 10 de dezembro de 1962, tornou-se distrito sob o nome de Sanclerlândia, em homenagem póstuma a Saint'Clair e, em 17 de novembro de 1963, pela lei estadual n.º 4897, é desmembrado e o município instalado em janeiro do ano seguinte.

## Geografia
A área do município é de 509,213 km², representando 0,1497% do estado de Goiás, 0,0317% da Região Centro-Oeste do Brasil e 0,0059% de todo o território brasileiro. Situa-se a 16°11'52" de latitude sul e 50°18'50" de longitude oeste e está a uma distância de 137 quilômetros a oeste da capital goiana, Goiânia. Seus municípios limítrofes são Mossâmedes a norte, São Luís de Montes Belos a sul, Anicuns a sudeste e Buriti de Goiás a oeste. De acordo com a divisão do Instituto Brasileiro de Geografia e Estatística vigente desde 2017, o município pertence às Regiões Geográficas Intermediária de São Luís de Montes Belos-Iporá e Imediata de São Luís de Montes Belos. Até então, com a vigência das divisões em microrregiões e mesorregiões, o município fazia parte da microrregião de Anicuns, que por sua vez estava incluída na mesorregião do Centro Goiano.

### Hidrografia
O município faz parte da sub-bacia do Alto Araguaia que, por sua vez, está inserida na Bacia Hidrográfica Araguaia-Tocantins. A demanda de água gira em torno de 16 litros por segundo, e a captação e tratamento no município são realizados pela Companhia Saneamento de Goiás (Saneago), na estação de tratamento de água da cidade. O abastecimento é realizado unicamente pelo Ribeirão Cerrado, que atende apenas a Sanclerlândia.

### Clima
O clima sanclerlandense é caracterizado como tropical com estação seca (Aw segundo classificação climática de Köppen-Geiger).
| Dados climatológicos para Sanclerlândia | Dados climatológicos para Sanclerlândia | Dados climatológicos para Sanclerlândia | Dados climatológicos para Sanclerlândia | Dados climatológicos para Sanclerlândia | Dados climatológicos para Sanclerlândia | Dados climatológicos para Sanclerlândia | Dados climatológicos para Sanclerlândia | Dados climatológicos para Sanclerlândia | Dados climatológicos para Sanclerlândia | Dados climatológicos para Sanclerlândia | Dados climatológicos para Sanclerlândia | Dados climatológicos para Sanclerlândia | Dados climatológicos para Sanclerlândia |
| Mês                                     | Jan                                     | Fev                                     | Mar                                     | Abr                                     | Mai                                     | Jun                                     | Jul                                     | Ago                                     | Set                                     | Out                                     | Nov                                     | Dez                                     |                                         |
| --------------------------------------- | --------------------------------------- | --------------------------------------- | --------------------------------------- | --------------------------------------- | --------------------------------------- | --------------------------------------- | --------------------------------------- | --------------------------------------- | --------------------------------------- | --------------------------------------- | --------------------------------------- | --------------------------------------- | --------------------------------------- |
| Temperatura máxima média (°C)           | 29,1                                    | 29,5                                    | 29,5                                    | 28,6                                    | 28,2                                    | 28,3                                    | 30,4                                    | 31,4                                    | 30,8                                    | 29,5                                    | 28,6                                    | 29,3                                    |                                         |
| Temperatura média (°C)                  | 24,5                                    | 24,7                                    | 24,4                                    | 23,2                                    | 22,2                                    | 22,1                                    | 23,9                                    | 25,4                                    | 25,4                                    | 24,8                                    | 24,3                                    | 24,2                                    |                                         |
| Temperatura mínima média (°C)           | 20                                      | 20                                      | 19,4                                    | 17,9                                    | 16,2                                    | 15,9                                    | 17,5                                    | 19,5                                    | 20,1                                    | 20,2                                    | 20,1                                    | 19,2                                    |                                         |
| Precipitação (mm)                       | 340                                     | 239                                     | 239                                     | 107                                     | 34                                      | 6                                       | 5                                       | 9                                       | 42                                      | 138                                     | 218                                     | 306                                     |                                         |
| Fonte: Climate-Data.org                 |                                         |                                         |                                         |                                         |                                         |                                         |                                         |                                         |                                         |                                         |                                         |                                         |                                         |

## Demografia
Em 2010, a população do município foi contada pelo Instituto Brasileiro de Geografia e Estatística (IBGE) em 7 550 habitantes, sendo que 3 843 habitantes eram do sexo masculino, correspondendo a 50,90%, enquanto 3 707 habitantes eram do sexo feminino, totalizando a 49,10% da população. Ainda segundo o censo brasileiro daquele ano, 6 068 pessoas viviam na zona urbana (80,37%), e 1 482 em zona rural (19,63%). De acordo com a estimativa para o ano de 2019, a população ampliou-se a 7 637 habitantes, sendo o 121º mais populoso de Goiás. Apresenta, consoante essa estimativa, uma densidade populacional de 14,99 habitantes por km².
Da população total em 2010, 1 586 habitantes (21,01%) tinham menos de 15 anos de idade, 5 245 habitantes (69,47%) tinham de 15 a 64 anos e 719 pessoas (9,52%) possuíam mais de 65 anos, sendo que a esperança de vida ao nascer era de 74,9 anos e a taxa de fecundidade total por mulher era de 2,0. O Índice de Desenvolvimento Humano Municipal (IDH-M) de Sanclerlândia é considerado alto, segundo o Programa das Nações Unidas para o Desenvolvimento (PNUD) no ano de 2010. Seu valor era de 0,736, sendo então o 25º maior de todo o estado de Goiás e o 876º maior do Brasil. O coeficiente de Gini, que mede a desigualdade social, era de 0,53, sendo que 1,00 é o pior número e 0,00 é o melhor.
Em 2010, segundo dados do censo do IBGE daquele ano com a autodeclaração de cada sanclerlandense, a população era composta por 3 774 brancos (49,99%), 3 267 pardos (43,27%), 389 negros (5,15%), 89 amarelos (1,18%) e 31 indígenas (0,41%). Considerando-se a região de nascimento, 6 430 eram nascidos no Centro-Oeste (85,17%), 834 no Sudeste (1,47%), 135 no Nordeste (1,79%), 119 no Norte (1,58%) e 21 no Sul (0,28%). 6 352 habitantes eram naturais do estado de Goiás (84,13%) e, entre os 1 198 naturais de outras unidades da federação, Minas Gerais era o estado com maior presença, com 819 pessoas (10,85%), seguido pela Bahia, com 60 habitantes residentes no município (0,80%). De acordo com dados do censo de 2010, a população municipal está composta por católicos (56,49% do total), evangélicos (31,54%), pessoas sem religião (8,07%), espíritas (0,20%) e 3,70% divididos entre outras religiões.

## Política e administração
A administração municipal se dá pelos Poderes Executivo e Legislativo. O Executivo é exercido pelo prefeito, auxiliado pelo seu gabinete de secretários. O poder executivo do município de Sanclerlândia é representado pelo prefeito, consoante determinação da Constituição Brasileira de 1988. O atual é Itamar Leão do Amaral, do Partido da Social Democracia Brasileira (PSDB), reeleito em 2020 com 3 299 votos (62,33% dos votos válidos), ao lado de José Lagares da Cruz (PSDB) como vice-prefeito. O Poder Legislativo, por sua vez é constituído pela câmara municipal, composta por nove vereadores eleitos para mandatos de quatro anos. Cabe à casa elaborar e votar leis fundamentais à administração e ao Executivo, especialmente o orçamento participativo, conhecido como Lei de Diretrizes Orçamentárias.
O município de Sanclerlândia é regido por sua lei orgânica, promulgada em 1 de janeiro de 1990. A cidade pertence à 34ª zona eleitoral do estado de Goiás e possuía, em abril de 2020, 6 682 eleitores, de acordo com o Tribunal Superior Eleitoral (TSE), o que representa 0,518% do eleitorado goiano.

## Economia

### Agropecuária
A economia de Sanclerlândia é basicamente rural, tendo no gado seu principal produto, porém outros produtos agrícolas são explorados. A agricultura é baseada em muito na economia familiar, sendo que as propriedades do município, em grande parte, pertencem a Pequenos Agricultores.

### Indústria
Sanclerlândia tem como principal indústria várias microempresas de facção têxtil. Outras indústrias são: Futura Alimentos conhecida como Fábrica de Linguiça, Mamoré, mineradora que extrai Vermiculita.

### Sindicalismo
Sanclerlândia, por ser uma cidade agropecuária tem fundados em sua base territorial apenas dois Sindicatos: Sindicato Rural de Sanclerlândia (Grandes agricultores e/ou empregadores rurais); Sindicato dos Trabalhadores Rurais de Sanclerlândia (Agricultores Familiares, meeiros, assalariados rurais, diaristas rurais, comodatários, etc.) Outro sindicato com representação em Sanclerlândia é o SINTEGO (Sindicato dos Trabalhadores em Educação do Estado de Goiás).

## Infraestrutura

### Educação
Na área da educação, o Índice de Desenvolvimento da Educação Básica (IDEB) obtido por alunos do 5º ano das escolas públicas de Sanclerlândia foi de 7,0 em 2017, enquanto que do 9º ano foi de 5,7 (numa escala de avaliação que vai de nota 1 a 10). Em 2010, 99,4% das crianças entre sete e 14 anos estavam matriculadas em instituições de ensino. O município contava, em 2018, com 1 186 matrículas nas instituições de educação infantil e ensinos fundamental e médio da cidade. O valor do Índice de Desenvolvimento Humano (IDH) da educação era de 0,662 no ano de 2010.
Sanclerlândia conta com duas escolas que oferece turmas de 6º ao 9º anos sendo elas Escola Estadual Torquato Ramos Caiado e C.E.P.M.G. Unidade 5 de Janeiro que também oferece turma de 1° ano ensino médio,  ambas são adaptadas para o ensino de alunos portadores de necessidades especiais.  Há também a Escola Municipal Sarjob Rodrigues de Mendonça  para alunos do 1º ao 5º ano, bem como a Escola Municipal de Tempo Integral Onésimo de Jesus Vieira. Há também o Centro Municipal de Educação Infantil Tia Maria de Abreu. Um Câmpus da Universidade Estadual de Goiás em funcionamento na cidade e com esta Unidade Universitária, Sanclerlândia é a menor cidade do Brasil em número de habitantes que possui uma instituição de nível superior.

### Comunicações
Em dados da Agência Nacional de Telecomunicações (Anatel), Sanclerlândia possuía 15 orelhões em março de 2020. O código de área (DDD) do município é 064 e o Código de Endereçamento Postal (CEP) da cidade vai de 76160-000 a 76164-999. O serviço postal é atendido por uma agência da Empresa Brasileira de Correios e Telégrafos, localizada no Setor Central. A cidade também é amplamente coberta pelo serviço de telefonia móvel 4G.

### Transporte
A frota municipal em 2018 era de 5 390 veículos, sendo 2 329 automóveis, 1 503 motocicletas, 589 caminhonetes, 360 monotenas, 297 reboques, 135 caminhões e 71 camionetas. O município de Sanclerlândia conta com um aeroporto com pista asfaltada de 1500 metros de comprimento com balizamento, construído e asfaltado na administração do ex-prefeito Itamar Leão, capaz de receber aviões de pequeno porte com segurança sendo o único da região com pista asfáltica. Sua localização é privilegiada, situado-se a apenas 3 km do centro da cidade e a 14 km de Mossâmedes e a 15 km de Buriti de Goias e a 38 km de São Luis de Montes Belos e a 51 de Anicuns.

### Comércio
Sanclerlândia se tornou um pequeno polo regional por estar localizada entre 3 cidades (Córrego do Ouro, Buriti de Goiás e Mossâmedes) e por possuir duas agências bancárias (Bradesco, Banco do Brasil), sendo que nas demais cidades acima citadas apenas Mossâmedes possui uma agência bancária do Itaú. As demais cidades apenas possuem o Banco Postal (Convênio entre Correios e o Banco do Brasil que dá funcionalidades de banco aos Correios).

## Cultura

### Festas
- 5 de janeiro – Aniversário da cidade
- Festa de Nossa Senhora D'Abadia, 3ª Semana de Maio
- Festa da Terra - Mês de Junho (sem procedência por parte do prefeito Itamar Leão do Amaral/2017-2020)
- Festa em louvor de São Sebastião, padroeiro da cidade. 3ª semana de agosto
- Festa agropecuária. 1ª semana de Agosto
- Em final de abril e início de maio ocorre em Sanclerlândia um evento denominado de Jeep Cross.[28] Este evento é de nível nacional, sendo noticiado por TVs de abrangência nacional. Tanto a competição quanto a denominação Jeep Cross foram criados em Sanclerlândia por Luiz Henrique Amaral e Celso Moraes de Faria, respectivamente.

### Feriados
Em Sanclerlândia, há dois feriados municipais e oito feriados nacionais, além dos pontos facultativos. Segundo a prefeitura, os feriados municipais são: o dia da emancipação do município, em 5 de janeiro e o Corpus Christi, que em 2025 é comemorado no dia 19 de junho. De acordo com a lei nº 9.093 de 12 de setembro de 1995, os municípios podem ter no máximo quatro feriados municipais de esfera religiosa, além da Sexta-feira Santa.